# 薩德日夫基
49°16′51″N 26°9′1″E / 49.28083°N 26.15028°E
薩德日夫基（羅馬化：Sadzhivky）是位於烏克蘭西部特諾皮爾州喬爾特基夫區赫里邁利夫市鎮的村莊，分別距離克拉斯內1公里和托夫斯泰3.5公里，始建於1648年，面積2.11平方公里，2001年人口428人。